# Пиявица (планина)
 Тази статия е за планината Пиявица.  За едноименното село вижте Пиявица (село).  
Пиявица (на гръцки: Στρατόνικο, катаревуса Στρατόνικον, старо Πιαβίτσα, Μπιάβιτσα) е планина на Халкидическия полуостров, Гърция.

## Описание
Пиявица е разположена в североизточната част на Халкидическия полуостров. Представлява дълга и ниска планина, започваща западно от Стратоники (Извор).
На картите на Кондогонис (1914) и на Гръцката военна географска служба от 1927 година планината е посочена като Биявица или Стратоникон (Μπιάβιτσα ή Στρατόνικον), а в по-новите карти на Гръцката военна служба (1934 и 1949) е Пиявица или Стратоникон (Πιαβίτσα ή Στρατόνικον). На север реките Мавролакос и Докос я отделят от планината Сугляни, а на юг граничи с Холомонда.
Скалите са гнайсови и амфиболити. Планината е обрасла с букове, дъбове, кестени и чинари, е включена в мрежата на защитените зони Натура 2000.
Изкачването може да стане за около час от планинския път (700 m) от Олимпиада (10 m) към Варвара (560 m) или Неохори (Ново село, 570 m).
| Име            | Име                      | Височина | Местоположение                                      |
| -------------- | ------------------------ | -------- | --------------------------------------------------- |
| Манджука       | Μαντζούκα, Κοντάρι       | 918 m    | СЗ от Стагира (Казанджи махала) и ЮЗ от Варвара     |
| Гросия         | Γρόσια, Αετορράχη        | 740 m    | И от Варвара                                        |
| Бостануди      | Μποστανούδι, Αητοκορφή   | 720 m    | С от Неохори (Ново село)                            |
| Главина        | Κλαβίνα, Γερακίνα, Μύγδω | 650 m    | З от Варвара                                        |
| Древеникос     | Δρεβενίκος               | 727 m    | Ю от Варвара                                        |
| Калотихос      | Καλότυχο, Καλοτείχος     | 687 m    | СЗ от Стратони                                      |
| Керасия        | Κερασιά                  | 785 m    | СИ от Стратоники (Извор)                            |
| Куцумбос       | Κουτσουμπός              | 702 m    | С от Стагира (Казанджи махала) и Стратоники (Извор) |
| Ливадудия      | Λιβαδούδια, Λειβάδι      | 578 m    | З от Варвара                                        |
| Мармара        | Μάρμαρα                  | 589 m    | СИ от Станос (Стано)                                |
| Бозярос        | Μπόζιαρος                | 516 m    | СЗ от Варвара                                       |
| Слава нива     | Σλαβανίβα, Μύτη          | 696 m    | И от Варвара                                        |
| Праматевтис    | Πραματευτής              | 800 m    | СЗ от Стагира (Казанджи махала) и ЮЗ от Варвара     |
| Профитис Илияс | Προφήτης Ηλίας           | 806 m    | С от Неохори (Ново село)                            |
| Склитра        | Σκλήθρα                  | 680 m    | СЗ от Неохори (Ново село)                           |
| Бигла          | Βίγλα, Σκοπός            | 760 m    | ЮИ от Станос (Стано)                                |
| Балбузани      | Μπαλμπουζάνη, Σπάθα      | 820 m    | СЗ от Стагира (Казанджи махала) и ЮЗ от Варвара     |
| Бара           | Μπάρα, Στενή             | 631 m    | СИ от Станос (Стано)                                |
| Стрембеникос   | Στρεμπενίκος             | 868 m    | С от Стагира (Казанджи махала)                      |
| Турла          | Τούρλα                   | 829 m    | С от Неохори (Ново село)                            |
| Цуцула         | Τσουτσούλα, Τσούτσουλα   | 746 m    | И от Станос (Стано)                                 |